# Castrelo (Río)
Castrelo (llamada oficialmente Santa María de Castrelo) es una parroquia del municipio español de Río, en la provincia de Orense, Galicia.

## Organización territorial
La parroquia está formada por trece entidades de población:

### Entidades de población
Entidades de población que forman parte de la parroquia:
- A Lampaza
- A Touza
- Cabaces
- Casdequille
- Castromao
- Cimadevila (Cima de Vila)
- Freixo
- Sabugueiro de Abaixo
- Sabugueiro de Arriba
- Valdemiotos (Val de Miotos)

### Despoblados
Despoblados que forman parte de la parroquia:
- O Pereiro
- O Regueiro
- Vilariño (Vilariño dos Palleiros)

## Demografía
| Gráfica de evolución demográfica de Castrelo entre 2000 y 2023 |
|                                                                |
| Datos según el nomenclátor publicado por el INE.               |